# Ministre de la Santé nationale et du Bien-être social
Le ministre de la Santé nationale et du Bien-être social (anglais : Minister of National Health and Welfare) était le ministre responsable de la politique de santé du gouvernement fédéral canadien de 1944 à 1996.

## Missions
Au moment de la publication des lois révisées du Canada (en) de 1985, la loi constitutive du ministère disposait que le ministère avait des pouvoirs élargis en matière de santé, de sécurité sociale et de protection sociale mais également les enquêtes, la tenue de statistiques et la recherche dans ces domaines ainsi que la collaboration avec les autorités provinciales. Un Conseil national du Bien-être social est également institué par la loi pour conseiller le ministre en matière de protection sociale.
Le ministère est également en charge de l'administration du programme d'allocation familiales, et scolaires jusqu'en 1992 puis de l'admissibilité au programme de prestation fiscale pour enfants ainsi que de l'administration du programme d'allocations spéciales pour enfants (ASE) à partir du 1er janvier 1993.

## Historique

### Restructuration de 1993
En juin 1993, la nouvelle première ministre Kim Campbell décide de restructurer l'appareil gouvernemental et scinde le ministère de la Santé nationale et du Bien-être social en deux :
- Santé Canada reprend les programmes liés à la santé ;
- Développement des ressources humaines Canada reprend les programmes sociaux du ministère, ainsi que ceux du ministère de l'Emploi et de l'Immigration et du ministère du Travail (qui sont tous deux également aboli lors de la réorganisation).

Le titre officiel de ministre de la Santé nationale et du Bien-être social, même si plus utilisé en pratique, est cependant conservé jusqu'au 24 janvier 1996.

## Liste des titulaires
| Titulaire Parti  | Titulaire Parti                                               | Début             | Fin              | Cabinet              |
| ---------------- | ------------------------------------------------------------- | ----------------- | ---------------- | -------------------- |
|                  | Brooke Claxton Libéral                                        | 18 octobre 1944   | 11 décembre 1946 | 16e (Mackenzie King) |
|                  | Paul Martin, père Libéral                                     | 11 décembre 1946  | 15 novembre 1948 | 16e (Mackenzie King) |
| 15 novembre 1948 | Paul Martin, père Libéral                                     | 20 juin 1957      | 17e (St-Laurent) |                      |
|                  | Alfred Johnson Brooks (par intérim) Progressiste-conservateur | 20 juin 1957      | 21 août 1957     | 18e (Diefenbaker)    |
|                  | Jay Waldo Monteith (en) Progressiste-conservateur             | 21 août 1957      | 21 avril 1963    | 18e (Diefenbaker)    |
|                  | Judy LaMarsh Libéral                                          | 22 avril 1963     | 17 décembre 1965 | 19e (Pearson)        |
|                  | Allan MacEachen Libéral                                       | 18 décembre 1965  | 19 avril 1968    | 19e (Pearson)        |
| 19 avril 1968    | Allan MacEachen Libéral                                       | 5 juillet 1968    | 20e (Trudeau)    |                      |
|                  | John C. Munro Libéral                                         | 6 juillet 1968    | 20e (Trudeau)    | 26 novembre 1972     |
|                  | Marc Lalonde Libéral                                          | 27 novembre 1972  | 20e (Trudeau)    | 15 septembre 1977    |
|                  | Monique Bégin Libéral                                         | 15 septembre 1977 | 20e (Trudeau)    | 3 juin 1979          |
|                  | David Crombie (en) Progressiste-conservateur                  | 4 juin 1979       | 2 mars 1980      | 21e (Clark)          |
|                  | Monique Bégin Libéral                                         | 3 mars 1980       | 29 juin 1984     | 22e (Trudeau)        |
| 29 juin 1984     | Monique Bégin Libéral                                         | 16 septembre 1984 | 23e (Turner)     |                      |
|                  | Jake Epp (en) Progressiste-conservateur                       | 17 septembre 1984 | 29 janvier 1989  | 24e (Mulroney)       |
|                  | Perrin Beatty (en) Progressiste-conservateur                  | 30 janvier 1989   | 20 avril 1991    | 24e (Mulroney)       |
|                  | Benoît Bouchard Progressiste-conservateur                     | 21 avril 1991     | 24 juin 1993     | 24e (Mulroney)       |
|                  | Mary Collins (en), Progressiste-conservateur                  | 24 juin 1993      | 3 novembre 1993  | 25e (Campbell)       |
|                  | Diane Marleau Libéral                                         | 4 novembre 1993   | 24 janvier 1996  | 26e (Chrétien)       |

### Postes connexes

#### Ministre d'État (Sport amateur) (1976-1993)
| Titulaire Intitulé | Titulaire Intitulé                                                                            | Parti                     | Début             | Fin               | Cabinet        | Ministère                                  |
| ------------------ | --------------------------------------------------------------------------------------------- | ------------------------- | ----------------- | ----------------- | -------------- | ------------------------------------------ |
|                    | Iona Campagnolo Ministre d'État (Santé et Sport amateur)                                      | Libéral                   | 15 septembre 1976 | 3 juin 1979       | 20e (Trudeau)  | Santé nationale et Bien-être social Canada |
|                    | Steve Paproski Ministre d'État chargé de la Santé et du Sport amateur et du Multiculturalisme | Progressiste-conservateur | 4 juin 1979       | 2 mars 1980       | 21e (Clark)    | Secrétariat d'État                         |
| Pas de titulaire   | Pas de titulaire                                                                              | Pas de titulaire          | 3 mars 1980       | 30 septembre 1982 | 22e (Trudeau)  | Santé nationale et Bien-être social Canada |
|                    | Raymond Perrault Ministre d'État (Santé et Sport amateur)                                     | Libéral                   | 30 septembre 1982 | 11 août 1983      | 22e (Trudeau)  | Santé nationale et Bien-être social Canada |
|                    | Céline Hervieux-Payette Ministre d'État (Jeunesse)                                            | Libéral                   | 12 août 1983      | 9 janvier 1984    | 22e (Trudeau)  | Santé nationale et Bien-être social Canada |
|                    | Jacques Olivier Ministre d'État (Santé et Sport amateur)                                      | Libéral                   | 10 janvier 1984   | 29 juin 1984      | 22e (Trudeau)  | Santé nationale et Bien-être social Canada |
|                    | Jean Lapierre Ministre d'État (Jeunesse) (Condition physique et Sport amateur)                | Libéral                   | 30 juin 1984      | 16 septembre 1984 | 23e (Turner)   | Santé nationale et Bien-être social Canada |
|                    | Otto Jelinek Ministre d'État (Condition physique et Sport amateur)                            | Progressiste-conservateur | 17 septembre 1984 | 30 mars 1988      | 24e (Mulroney) | Santé nationale et Bien-être social Canada |
|                    | Jean Charest Ministre d'État (Condition physique et Sport amateur)                            | Progressiste-conservateur | 31 mars 1988      | 23 janvier 1990   | 24e (Mulroney) | Santé nationale et Bien-être social Canada |
|                    | Perrin Beatty (en) (par intérim) Ministre d'État (Condition physique et Sport amateur)        | Progressiste-conservateur | 23 janvier 1990   | 22 février 1990   | 24e (Mulroney) | Santé nationale et Bien-être social Canada |
|                    | Marcel Danis Ministre d'État (Jeunesse) (Condition physique et Sport amateur)                 | Progressiste-conservateur | 23 février 1990   | 20 avril 1991     | 24e (Mulroney) | Santé nationale et Bien-être social Canada |
|                    | Pierre Cadieux Ministre d'État (Jeunesse) (Condition physique et Sport amateur)               | Progressiste-conservateur | 21 avril 1991     | 24 juin 1993      | 24e (Mulroney) | Santé nationale et Bien-être social Canada |
| Pas de titulaire   | Pas de titulaire                                                                              | Pas de titulaire          | 24 juin 1993      | 4 novembre 1993   | 25e (Campbell) | Santé nationale et Bien-être social Canada |
| Pas de titulaire   | Pas de titulaire                                                                              | Pas de titulaire          | 4 novembre 1993   | 24 janvier 1996   | 26e (Chrétien) | Santé nationale et Bien-être social Canada |